# Сан Роко-Пацано Сото (Модена)
Сан Роко-Пацано Сото је насеље у Италији у округу Модена, региону Емилија-Ромања.
Према процени из 2011. у насељу је живело 43 становника. Насеље се налази на надморској висини од 470 м.